# Elisabeth Caland
Elisabeth Caland (Rotterdam, Països Baixos, 13 de gener de 1862−Berlín, República de Weimar, 26 de gener de 1929) fou una pianista i pedagoga holandesa. Després de fer diverses gires de concerts arreu d'Europa, el 1915 s'establí a Gehlsdorf, Gran Ducat de Mecklenburg-Schwerin, on exercí el professorat. Algunes de les seves obres foren Das Künstlerische Klavierspiel in seinen physiologisch-physikalischen Vorgängen (Stuttgart, 1910-19); Anhaltspunkte zur Kontrolle zweckmässiger Armbewegungen beim künstlerische Klavierschen Klavierspiels; o Vorübungen zum schnellen Oktavenspiel, pel mètode de Deppes.